# Мостовский сельсовет (Курганская область)
Мостовский сельсовет — упразднённое муниципальное образование со статусом сельского поселения в составе Шатровского района Курганской области.
Административный центр — село Мостовское.
Законом Курганской области от 12 мая 2021 года № 50 к 24 мая 2021 года упразднён в связи с преобразованием муниципального района в муниципальный округ.

## История
В соответствии с Законом Курганской области от 6 июля 2004 года № 419 сельсовет наделён статусом сельского поселения.

## Население
| 1989 | 2002  | 2004  | 2010 | 2012 | 2013 | 2014 |
| ---- | ----- | ----- | ---- | ---- | ---- | ---- |
| 1269 | ↘1173 | ↘1137 | ↘875 | ↘847 | ↘804 | ↘784 |
| 2015 | 2016  | 2017  | 2018 | 2019 | 2020 |      |
| ↘765 | ↘763  | ↘756  | ↘753 | ↘725 | →725 |      |

## Состав сельского поселения
| № | Населённый пункт | Тип населённого пункта       | Население |
| - | ---------------- | ---------------------------- | --------- |
| 1 | Духовка          | деревня                      | ↘77       |
| 2 | Ключи            | деревня                      | ↘96       |
| 3 | Мамонтовка       | деревня                      | ↘41       |
| 4 | Мостовское       | село, административный центр | ↘603      |
| 5 | Чуварина         | деревня                      | ↘58       |